# Copa HSBC Brasil
O HSBC LPGA Brasil Cup foi um torneio-exibição internacional de golfe, sancionado pelo Circuito LPGA, e disputado pela primeira vez em 2009. O torneio decorreu durante dois dias e trinta e dois buracos no Itanhangá Golf Club, no Rio de Janeiro, Brasil. O dinheiro ganho não contou com a lista oficial de prêmios da LPGA, tornando o evento um órgão não-oficial do Circuito LPGA.
No campo, na primeira edição do torneio, em janeiro de 2009, incluía apenas quinze jogadoras: quatorze integrantes do Circuito LPGA e uma golfista amadora brasileira. Em 2010, a área de atuação foi ampliada para vinte e sete jogadoras, incluindo duas amadoras, e foi disputado no final de maio. A edição de 2011 incluiu trinta jogadoras, todas profissionais.
O patrocinador do torneio foi o HSBC, maior grupo bancário do mundo, com sede em Londres, na Inglaterra.
Nomes do torneio ao longo dos anos:
- 2009–12: HSBC LPGA Brasil Cup[5]

## Vencedoras
| Ano  | Datas              | Campeã            | Placar    | Par | Margem de vitória | Vice-campeã      | Local do torneio            | Dinheiro ($) | Quantia recebida por vencedora ($) |
| ---- | ------------------ | ----------------- | --------- | --- | ----------------- | ---------------- | --------------------------- | ------------ | ---------------------------------- |
| 2012 | 5 e 6 de maio      | Pornanong Phatlum | 66-67=133 | –13 | 4 tacadas         | Amy Hung         | Itanhangá Golf Club, par 73 | 720,000      | 108,000                            |
| 2011 | 28 e 29 de maio    | Mariajo Uribe     | 69-66=135 | –9  | 1 tacada          | Lindsey Wright   | Itanhangá Golf Club, par 72 | 720,000      | 108,000                            |
| 2010 | 29 e 30 de maio    | Meaghan Francella | 69-71=140 | –6  | Playoff 1         | Mariajo Uribe    | Itanhangá Golf Club, par 73 | 700,000      | 105,000                            |
| 2009 | 24 e 25 de janeiro | Catriona Matthew  | 69-69=138 | –6  | 5 tacadas         | Kristy McPherson | Itanhangá Golf Club, par 72 | 500,000      | 100,000                            |

1 Venceu no sexto buraco do playoff.

## Recorde no torneio
| Ano  | Jogadora      | Placar  | Rodada |
| ---- | ------------- | ------- | ------ |
| 2011 | Mariajo Uribe | 66 (–6) | 2.º    |